# Obelisc de Laterà
L'Obelisc del Laterà és l'obelisc més alt de Roma, i el més gran del món que encara roman dempeus de l'època de l'antic Egipte, amb un pes de 455 tones. Està situat a la plaça davant de la Basílica de Sant Joan del Laterà.

## Història
Originari del temple de Amon a Karnak, map l'obelisc va ser portat primer a Alexandria a través del Nil per un vaixell obelisc a principis del segle iv juntament amb l'Obelisc de Teodosi el Gran per Constanci II. Tenia la intenció de portar-los ambdós a Constantinoble, la seva nova capital per a l'Imperi Romà, però l'obelisc mai va arriba-hi.

### Circ Màxim
Després de romandre unes poques dècades a Alexandria, Constanci II havia enviat l'obelisc del Laterà a Roma quan hi va fer la seva única visita l'any 357. Va ser erigit prop de l'obelisc egipci anomenat Flamini, que s'havia mantingut des de l'any 10 aC, on fou instal·lat per August per decorar l'spina del Circ Màxim mapa. Ambdós hi romangueren fins després de la caiguda de l'Imperi Romà d'Occident al segle v, quan el Circ Màxim va ser abandonat i finalment es va trencar o fou desmantellat. Finalment van ser sepultats pel fang i detritus transportats per un petit rierol al llarg del temps.
Els primers comentaris personals situen la base (romana) original del monument encara al Circ Màxim en una data tan tardana com el 1589 Contenia una narrativa de transport de Constanci, l'erecció i la dedicació de l'obelisc "del seu pare", inscrita en els seus quatre costats com un llarg epigrama.

### Piazza San Giovanni in Laterano
Encara que s'havien trobat peces de l'obelisc als segles xiv i xv, l'excavació seriosa només va ser possible en virtut del Papa Sixt V. Les tres peces de l'obelisc del Laterà van ser exhumades el 1587, i després de ser restaurat per l'arquitecte Domenico Fontana, es va fer aproximadament 4 metres més curt. Quan va ser erigit prop del Palau del Laterà i la basílica de Sant Joan del Laterà el 9 d'agost de 1588, es va convertir en l'últim obelisc egipci antic que es va erigir a Roma. La seva ubicació era antigament el lloc on hi havia l'estàtua eqüestre de Marc Aureli fins al 1538, quan es va traslladar per decorar la Piazza del Campidoglio del Capitoli.
L'obelisc va ser rematat amb una creu i el pedestal estava decorat amb inscripcions explicatives de la seva història egípcia i els seus viatges a Alexandria i Roma, amb l'esment del baptisme de Constantí I el Gran.

## Antigues ubicacions
- ^  Laterà a Karnak, Egipte: 25° 43′ 7.46″ N, 32° 39′ 26.64″ E / 25.7187389°N,32.6574000°E
- ^  Laterà al Circus Maximus a Roma: 41° 53′ 6.31″ N, 12° 29′ 14.45″ E / 41.8850861°N,12.4873472°E